# Sergej Dobrin

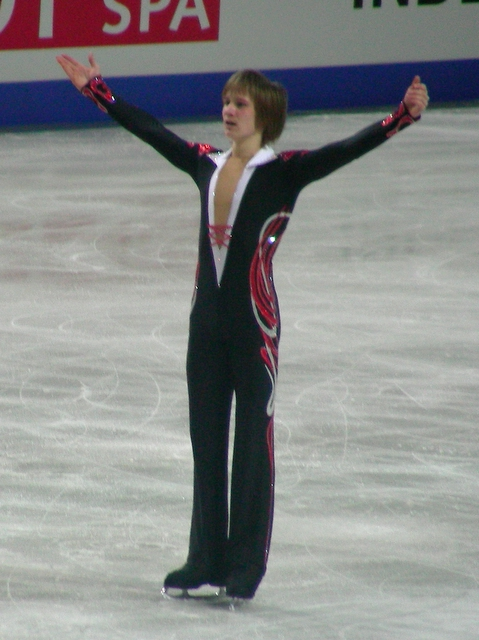
Sergej Dobrin

Sergej Vladimirovitsj Dobrin (Russisch: Сергей Владимирович Добрин) (Lipetsk, 22 september 1986) is een Russisch kunstschaatser.
Dobrin is actief als individuele kunstschaatser en wordt gecoacht door Zjanna Gromova. 
| records             | punten | datum      | toernooi          |
| ------------------- | ------ | ---------- | ----------------- |
| Hoogste totaalscore | 179.02 | 05-03-2005 | WK Junioren 2005  |
| Hoogste korte kür   | 64.39  | 13-10-2004 | Harghita Cup 2004 |
| Hoogste lange kür   | 126.80 | 14-03-2005 | WK 2005           |

## Belangrijke resultaten
| Kampioenschap           | 2001 | 2002 | 2003   | 2004   | 2005  | 2006  | 2007  | 2008 |
| ----------------------- | ---- | ---- | ------ | ------ | ----- | ----- | ----- | ---- |
| Wereldkampioenschap     |      |      |        |        | 17e   |       |       |      |
| Europees Kampioenschap  |      |      |        |        |       | 15e   | 18e   | 2008 |
| Nationaal Kampioenschap |      | 9e   | 7e     | 6e     | 5e    | Brons | Brons | tzt  |
| WK junioren             | 12e  |      | 5e     | 8e     | Brons |       |       |      |
| NK Junioren             | Goud | 6e   | Zilver | Zilver | Brons |       |       |      |